# Wahlkreis Vogtland 1
Der Wahlkreis Vogtland 1 (Wahlkreis 1) ist ein Landtagswahlkreis in Sachsen. Er umfasst die Städte Plauen, Pausa-Mühltroff und die Gemeinden Rosenbach und Weischlitz im Vogtlandkreis. Bis zur Landtagswahl 2014 hieß der Wahlkreis Wahlkreis Plauen. Bis zur Landtagswahl 2024 umfasste der Wahlkreis nur die Stadt Plauen.

## Wahl 2024 (Wahlkreis 1 – Vogtland 1)
Die Landtagswahl 2024 führte zu folgendem Ergebnis:
| Direktkandidat    | Partei              | Erststimmen in % | Zweitstimmen in % |
| ----------------- | ------------------- | ---------------- | ----------------- |
| Jörg Schmidt      | CDU                 | 38,4             | 35,0              |
| Mathias Weiser    | AfD                 | 34,3             | 32,1              |
| Maria Grünler     | Die Linke           | 2,9              | 2,6               |
| Gerhard Liebscher | GRÜNE               | 2,4              | 2,5               |
| Juliane Pfeil     | SPD                 | 6,0              | 6,2               |
| Lino Markfort     | FDP                 | 1,1              | 0,9               |
| Reinhold Dörfler  | Freie Wähler        | 2,4              | 1,3               |
| –                 | Die Partei          | –                | 0,8               |
| –                 | Piraten             | –                | 0,1               |
| –                 | ÖDP                 | –                | 0,1               |
| –                 | BüSo                | –                | 0,1               |
| –                 | Tierschutz hier!    | –                | 1,1               |
| –                 | dieBasis            | –                | 0,2               |
| –                 | Bündnis C           | –                | 0,2               |
| –                 | Bündnis Deutschland | –                | 0,2               |
| Belinda Eißmann   | BSW                 | 12,4             | 14,7              |
| –                 | Freie Sachsen       | –                | 1,6               |
| –                 | V-Partei3           | –                | 0,1               |
| –                 | WU                  | –                | 0,4               |

## Wahl 2019 (Wahlkreis 1 – Vogtland 1)
Bei der Landtagswahl 2019 waren 51.987 Einwohner wahlberechtigt. Die Wahlbeteiligung stieg im Vergleich zur vorangegangenen Wahl um 27 % auf die Quote von 61,2 %. 
Der CDU-Kandidat Frank Heidan, seit 1990 Stadtrat in Plauen und seit 2004 direkt gewählter Abgeordneter, verlor sein Direktmandat an den AfD-Kandidaten Frank Schaufel.
Im Einzelnen wurde folgendes Ergebnis im Wahlkreis erzielt:
| Direktkandidat      | Partei               | Erststimmen in % | Zweitstimmen in % |
| ------------------- | -------------------- | ---------------- | ----------------- |
| Frank Heidan        | CDU                  | 29,8             | 31,6              |
| Frank Schaufel      | AfD                  | 30,0             | 28,5              |
| Maik Schwarz        | Die Linke            | 12,3             | 11,2              |
| Juliane Pfeil-Zabel | SPD                  | 9,7              | 8,6               |
| Gerhard Liebscher   | GRÜNE                | 8,4              | 7,0               |
| Sven Gerbeth        | FDP                  | 5,3              | 4,0               |
| Daniel van Heiden   | Freie Wähler         | 4,4              | 2,3               |
| -                   | Tierschutz           | -                | 2,2               |
| -                   | Die Partei           | -                | 1,7               |
| -                   | NPD                  | -                | 0,7               |
| -                   | Gesundheitsforschung | -                | 0,5               |
| -                   | Blaue#Team Petry     | -                | 0,3               |
| -                   | ADPM                 | -                | 0,3               |
| -                   | ÖDP                  | -                | 0,2               |
| -                   | Piraten              | -                | 0,2               |
| -                   | Die Humanisten       | -                | 0,2               |
| -                   | KPD                  | -                | 0,1               |
| -                   | PDV                  | -                | 0,1               |
| -                   | BüSo                 | -                | 0,0               |

## Wahl 2014 (Wahlkreis 1 – Vogtland 1)
Bei der Landtagswahl 2014 waren 53.832 Einwohner wahlberechtigt. Die Wahlbeteiligung sank im Vergleich zur vorangegangenen Wahl nochmals um 2,1 % auf die bisher niedrigste Quote von 46,5 %. Im Wahlkreis wurde folgendes Ergebnis erzielt:
| Direktkandidat    | Partei          | Erststimmen in % | Zweitstimmen in % |
| ----------------- | --------------- | ---------------- | ----------------- |
| Frank Heidan      | CDU             | 33,1             | 36,3              |
| Petra Rank        | Die Linke       | 20,9             | 20,3              |
| Juliane Pfeil     | SPD             | 15,7             | 15,1              |
| Frank Schaufel    | AfD             | 11,5             | 11,3              |
| Gerhard Liebscher | GRÜNE           | 7,2              | 4,9               |
| René Fischer      | NPD             | 4,1              | 4,7               |
| Sven Gerbeth      | FDP             | 4,4              | 3,5               |
| Dietmar Schlei    | Freie Wähler    | 1,9              | 1,1               |
| -                 | Tierschutz      | -                | 1,0               |
| Kai Grünler       | Piraten         | 1,1              | 0,8               |
| -                 | Die Partei      | -                | 0,7               |
| -                 | DSU             | -                | 0,2               |
| -                 | BüSo            | -                | 0,1               |
| -                 | pro Deutschland | -                | 0,1               |

## Wahl 2009 (Wahlkreis 1 – Plauen)
Bei der Landtagswahl 2009 waren 56.248 Einwohner wahlberechtigt. Die Wahlbeteiligung lag bei 48,6 % und sank damit um 6,8 % im Vergleich zum Vorjahr. Die Wahl hatte folgendes Ergebnis:
| Direktkandidat       | Partei          | Erststimmen in % | Zweitstimmen in % |
| -------------------- | --------------- | ---------------- | ----------------- |
| Frank Heidan         | CDU             | 31,6             | 34,9              |
| Wolfgang Hinz        | Die Linke       | 31,1             | 26,8              |
| Bernd Stubenrauch    | SPD             | 11,1             | 11,2              |
| Hans-Jürgen Schuster | FDP             | 14,3             | 10,7              |
| Gerhard Liebscher    | GRÜNE           | 7,8              | 6,3               |
| Christoph Langer     | NPD             | 4,1              | 4,2               |
| -                    | Tierschutz      | -                | 1,9               |
| -                    | Piraten         | -                | 1,6               |
| -                    | Freie Sachsen   | -                | 1,0               |
| -                    | PBC             | -                | 0,4               |
| -                    | DSU             | -                | 0,3               |
| -                    | REP             | -                | 0,3               |
| -                    | Humanwirtschaft | -                | 0,2               |
| -                    | SVP             | -                | 0,2               |
| -                    | BüSo            | -                | 0,1               |
| -                    | FP Deutschlands | -                | 0,0               |

## Wahl 2004 (Wahlkreis 1 – Plauen)
Bei der Landtagswahl 2004 waren 58.093 Einwohner wahlberechtigt. Die Wahlbeteiligung lag bei 55,4 % und damit 8,2 % niedriger als bei der vorangegangenen Wahl. Die Wahl hatte folgendes Ergebnis:
| Direktkandidat       | Partei     | Erststimmen in % | Zweitstimmen in % |
| -------------------- | ---------- | ---------------- | ----------------- |
| Frank Heidan         | CDU        | 33,6             | 35,1              |
| Wolfgang Hinz        | PDS        | 29,5             | 26,8              |
| Ulrich Kutschki      | SPD        | 9,4              | 11,2              |
| Steffen Kollwitz     | GRÜNE      | 6,0              | 4,4               |
| Alexander Delle      | NPD        | 7,9              | 9,0               |
| Hans-Jürgen Schuster | FDP        | 11,3             | 7,6               |
| Georg Schatzberg     | DSU        | 2,3              | 1,6               |
| -                    | PBC        | -                | 0,7               |
| -                    | GRAUE      | -                | 0,8               |
| -                    | BüSo       | -                | 0,4               |
| -                    | AUFBRUCH   | -                | 0,4               |
| -                    | DGG        | -                | 0,3               |
| -                    | Tierschutz | -                | 1,6               |

## Wahl 1999 (Wahlkreis 2 – Plauen)
Die dritte Landtagswahl nach der Wende fand am 19. September 1999 statt. 53.769 Wahlberechtigte waren aufgerufen ihre Stimme abzugeben. Die Wahlbeteiligung lag bei 63,6 % und damit 10,4 % höher als bei der vorangegangenen Wahl. Das Ergebnis der Wahl fiel wie folgt aus:
| Direktkandidat           | Partei          | Erststimmen in % | Zweitstimmen in % |
| ------------------------ | --------------- | ---------------- | ----------------- |
| Kurt Stempell            | CDU             | 45,4             | 50,3              |
| Wolfgang Hinz            | PDS             | 26,4             | 23,7              |
| Gunter Lochbaum          | SPD             | 17,8             | 14,4              |
| Sylvio Hagen             | REP             | 4,3              | 4,0               |
| Thomas Pinkert           | GRÜNE           | 2,3              | 2,5               |
| -                        | pro DM          | -                | 1,6               |
| Hans-Jürgen Kennerknecht | F.D.P.          | 2,5              | 1,3               |
| Christian Pöllmann       | DSU             | 1,4              | 0,6               |
| -                        | NPD             | -                | 0,6               |
| -                        | PBC             | -                | 0,4               |
| -                        | GRAUE           | -                | 0,3               |
| -                        | Forum           | -                | 0,2               |
| -                        | BüSo            | -                | 0,1               |
| -                        | KPD             | -                | 0,1               |
| -                        | FP Deutschlands | -                | 0,0               |

## Wahl 1994 (Wahlkreis 2 – Plauen)
Die zweite Landtagswahl nach der Wende fand am 11. September 1994 statt. Von den 55.426 Wahlberechtigten machten 53,2 % von ihrem Wahlrecht Gebrauch. Die Wahlbeteiligung nahm damit um 20,4 % ab. Bei der Wahl wurde folgendes Ergebnis erzielt::
| Direktkandidat           | Partei | Erststimmen in % | Zweitstimmen in % |
| ------------------------ | ------ | ---------------- | ----------------- |
| Kurt Stempell            | CDU    | 46,7             | 54,4              |
| Gunter Lochbaum          | SPD    | 24,0             | 18,5              |
| Wolfgang Hinz            | PDS    | 16,1             | 15,9              |
| Steffen Hennersdorf      | GRÜNE  | 6,0              | 5,0               |
| Hans-Jürgen Kennerknecht | F.D.P. | 7,1              | 3,4               |
| -                        | REP    | -                | 1,3               |
| -                        | DSU    | -                | 0,7               |
| -                        | Forum  | -                | 0,5               |
| -                        | SPS    | -                | 0,3               |

## Wahl 1990 (Wahlkreis 78 – Plauen)
Die erste Landtagswahl nach der Wiedervereinigung fand am 14. Oktober 1990 statt. Die Wahlbeteiligung war so hoch wie nie wieder danach. Von den 57.781 Wahlberechtigten gaben 73,6 % ihre Stimme ab. Dabei wurde folgendes Ergebnis erzielt:
| Direktkandidat           | Partei            | Erststimmen in % | Zweitstimmen in % |
| ------------------------ | ----------------- | ---------------- | ----------------- |
| Kurt Stempell            | CDU               | 48,7             | 51,9              |
| Gunter Lochbaum          | SPD               | 18,5             | 19,6              |
| Manfred Kaiser           | Linke Liste – PDS | 9,8              | 9,8               |
| Hans-Jürgen Kennerknecht | F.D.P.            | 11,7             | 8,4               |
| Torsten Zuschke          | Forum             | 7,0              | 5,7               |
| Martin Flach             | DSU               | 4,2              | 2,9               |
| -                        | NPD               | -                | 0,5               |
| -                        | Chr. L            | -                | 0,4               |
| -                        | DA                | -                | 0,4               |
| -                        | DBU               | -                | 0,3               |
| -                        | RAP               | -                | 0,1               |
| -                        | SHB               | -                | 0,0               |